# Shed
Shed  (traducido como Cobertizo) es el primer álbum de estudio de la banda de rock estadounidense Title Fight, publicado el 3 de mayo de 2011 por SideOneDummy. 
El bajista y vocalista Ned Russin dijo que desde este lanzamiento, la banda "abandonó la universidad, vieron el mundo y tuvieron experiencias de vida".

## Lanzamiento
El 20 de enero de 2011, se anunció que Title Fight había firmado con el sello independiente SideOneDummy Records, y que lanzarían su álbum debut en la primavera. El 10 de febrero, se anunció la publicación de Shed en mayo, revelando su lista de canciones. Además, la banda estrenó "27" como descarga gratuita en su perfil de Tumblr. Russin dijo que sería "la primera vez que tenemos una grabación que dura más de siete minutos, así que esto tardará mucho en llegar". El 27 de abril, la canción Shed estuvo disponible como descarga gratuita. 
El álbum se puso a disposición para su transmisión el 2 de mayo, antes de ser liberado al día siguiente. El 4 de mayo, se lanzó un video musical para "27". En mayo y junio, la banda se embarcó en su primera gira por Estados Unidos, con el apoyo de Touché Amoré, The Menzingers, Dead End Path, y Shook Ones.
En julio de 2011, la banda realizó una gira por Australia, Reino Unido y Europa. El 10 de octubre, se lanzó un vídeo musical para "Shed". En octubre y noviembre, la banda apoyó a Four Year Strong en el "AP Fall Tour". El 21 de noviembre, se lanzó un vinilo 7" con "Missed" y "Dreamcatchers", canciones grabadas que no fueron incluidas en Shed. El mismo día, el grupo lanzó el vídeo de "Coxton Yard". 
En febrero de 2012 , Title FIght realizó una gira por Japón, titulada "Alliance Trax AT Tour", junto a Foundation, Country Yard, e Inside. En abril y mayo, el grupo apoyó a Rise Against en su gira por Estados Unidos. Entre las fechas de esta gira, la banda realizó una serie de espectáculos como cabeza de cartel.

## Recepción
Shed alcanzó el puesto 8 en el Billboard Heatseekers chart. 

## Listado de canciones
| N.º | Título                                    | Duración |  |
| 1.  | «Coxton Yard»                             | 1:30     |  |
| 2.  | «Shed»                                    | 2:17     |  |
| 3.  | «Flood of '72»                            | 1:57     |  |
| 4.  | «Society»                                 | 1:23     |  |
| 5.  | «You Can't Say Kingston Doesn't Love You» | 1:43     |  |
| 6.  | «Crescent-Shaped Depression»              | 2:35     |  |
| 7.  | «Safe in Your Skin»                       | 2:50     |  |
| 8.  | «Where Am I?»                             | 3:06     |  |
| 9.  | «Your Screen Door»                        | 2:09     |  |
| 10. | «27»                                      | 2:28     |  |
| 11. | «Stab»                                    | 2:01     |  |
| 12. | «GMT (Greenwich Mean Time)»               | 3:38     |  |

## Créditos
| Banda - Jamie Rhoden – guitarras, voces, coros - Ned Russin – bajo, voces, coros - Shane Moran – guitarras - Ben Russin – batería, percusión | Producción - Walter Schreifels – producción, voces en "Safe In Your Skin" - Will Yip – ingeniero de sonido, mezcla - Kim Rosen – masterización - Dirk Fritz – layout - Alex Dow – fotografía - Manny Mares – fotografía - Nathan Congleton – fotografía - John Garrett Slaby – artwork |

## Posición en listas
| Chart (2011)                    | Peak |
| ------------------------------- | ---- |
| U.S. Billboard Top Heatseekers. | 8    |
| U.S. Billboard Vinyl Albums     | 5    |